# CAPE
A CAPE (Convective Available Potential Energy, konvektív hasznosítható potenciális energia) a légköri instabilitás egyik leggyakoribb mérőszáma, aminek segítségével megbecsülhető egy adott pont fölötti légoszlopban, hogy egy felfelé elmozduló légelemen a teljes vertikális elmozdulás alatt a környezete összesen mekkora munkát végezhet. Értéke arányos a termodinamikai diagramon a pozitív terület nagyságával. Minél nagyobb ez az érték, annál valószínűbb a záporok, zivatarok kialakulása, továbbá ezek a konvektív képződmények annál intenzívebbek lehetnek (természetesen ha egyéb, a konvekcióhoz szükséges feltételek is fennállnak).